# Živa (osebno ime)
Živa je žensko osebno ime.

## Različice imena
Bibijana, Živana, Živanka, Živka, Živkica, Živodarka, Živojka.

## Izvor imena
Ime Žíva je južnoslovansko. Nastalo iz pridevnika žíva in  prvotno pomeni »živa, živahna, razposejena, vitalna«.

## Sorodna imena
Imenu Žíva so pomensko sorodna tudi imena Ajša in Amra, ki sta muslimanskega izvora, ter ime 
Zoja

## Pogostost imena
Po podatkih Statističnega urada Republike Slovenije je bilo na dan 31. decembra 2007 v Sloveniji 1.543 nosilk imena Žíva. Ime Živa je na ta dan po pogostosti uporabe zavzemalo 144. mesto. Ostale izpeljanke imena, ki so bile na ta dan še uporabljene: Živana (112), Živanka (9), Živka (106).

## Osebni praznik
V koledarju je ime Žíva uvrščeno k imenoma Bibijana, god praznuje 2. decembra in imenu Zoja, ki praznuje 2. maja.

## Znane osebe
Živa Majcen, Živa Vadnov